# Ein Freund fürs Sterben
Ein Freund fürs Sterben (original: The Voice of the Night) ist ein Psychothriller von Dean Koontz, den dieser 1980 unter dem Pseudonym „Brian Coffey“ veröffentlicht hat.
„Ein Freund fürs Sterben“ gehört zu den wenigen Romanen von Dean Koontz, die völlig ohne Fantasy- oder Science-Fiction-Elemente auskommen. Es handelt sich um einen recht einfach strukturierten Psychothriller. Das nahezu allen Werken dieses Autors zugrundeliegende Strickmuster tritt auch hier klar zu Tage: Ein guter aber schwacher Mensch steht einem übermächtigen Bösen nahezu wehrlos gegenüber.

## Inhalt
Im Mittelpunkt der Erzählung stehen zwei vierzehnjährige Jungen: Der gutaussehende und selbstbewusste Roy, Sportskanone und Schwarm aller Mädchen, und der schüchterne Einzelgänger Colin. Ausgerechnet Roy sucht mit allen Mitteln die Freundschaft des Langweilers Colin. Dieser ist begeistert, zum ersten Mal im Leben einen Freund zu haben. Er erkennt nur langsam, dass sich hinter dem redegewandten und geselligen Roy ein sadistischer Psychopath verbirgt, der Tiere quält und bereits zwei Menschen umgebracht hat. Um seine Mord- und Vergewaltigungspläne leichter in die Praxis umsetzen zu können, sucht dieser einen Kumpanen. Seine Wahl fällt auf den Außenseiter Colin, der ein leicht zu manipulierendes Opfer zu sein scheint.
Erst spät durchschaut Colin die wahren Absichten seines vermeintlichen Freundes. Er wendet sich entsetzt ab und zieht sich damit den erbitterten Hass des Psychopathen zu. Dieser versucht mit allen Mitteln, den Mitwisser seiner Untaten umzubringen. Niemand, nicht einmal die eigene Mutter, glaubt ihm. Colin steht alleine dem ihm weit überlegenen Roy gegenüber.